# Mohamed Laïchoubi
Mohamed Laïchoubi, est un ancien wali, ambassadeur et ministre en Algérie.

## Fonctions
Ses principales fonctions occupées sont :
1. Wali de Boumerdès: (1991-1994).

## Itinéraire
| N° | Fonction                                                       | Début             | Fin              |
| -- | -------------------------------------------------------------- | ----------------- | ---------------- |
| 01 | Wali de Boumerdès                                              | 21 août 1991      | 15 avril 1994    |
| 02 | Ministre du Travail (Gouvernement Sifi I)                      | 15 avril 1994     | 27 novembre 1995 |
| 03 | Ministre du Travail (Gouvernement Sifi II)                     | 27 novembre 1995  |                  |
| 04 | Député et Président de la Commission des Finances et du Budget |                   |                  |
| 05 | Député et Membre de la Commission des Affaires Étrangères      |                   |                  |
| 06 | Ambassadeur en Roumanie                                        | 30 septembre 2005 |                  |